# Stephen Hilton
Stephen Hilton es un compositor de música cinematográfica y productor discográfico inglés.

## Carrera
Hilton comenzó a grabar en solitario durante su juventud y su carrera en la música tomó impulso después de que la banda Depeche Mode lo contactó para grabar en el álbum Ultra (1997). Más tarde formó la banda The Free Association junto a David Holmes. Con The Free Association grabó la banda sonora de la película futurista Código 46 (2003), dirigida por Michael Winterbottom. El trabajo musical de The Free Association en Código 46 recibió una candidatura a los Premios del Cine Europeo en 2004. Al mismo tiempo, la banda grabó la música de la cinta sudafricana Stander (2003), basada en la historia real de un jefe de policía que se vuelve ladrón de bancos. Después de actuar en varios festivales de música europeos —entre ellos Glastonbury y Roskilde— el grupo se trasladó a Estados Unidos y trabajaron en la música de la saga Ocean's (2001-2007) de Steven Soderbergh.
En Estados Unidos, Hilton conoció al compositor Hans Zimmer, para quien iba a trabajar en múltiples oportunidades, en filmes como Megamind (2010), The Dilemma (2011), Kung Fu Panda 2 (2011), Transformers: el lado oscuro de la luna (2011) y Madagascar 3: Europe's Most Wanted (2012).